# Zeche Siegfried
Die Zeche Siegfried war ein Steinkohlebergwerk im Wittener Stadtteil Annen und war eine der letzten Kleinzechen des Ruhrgebiets.

## Bergwerksgeschichte
Die Zeche wurde am 1. Juni 1957 gegründet um in den Magerkohlenflözen oberflächennahe Restkohlevorräte  im Grubenfeld der Zeche Vereinigte Siegfried abzubauen. Im Gründungsjahr wurde ein 125 m langer Förderstollen in den Berg vorangetrieben. Das Stollenmundloch lag unweit der Herdecker Str. am heutigen Freibad Annen.
Die Kleinzeche Siegfried erreichte 1961 mit 26 Beschäftigen mit 4.836 Tonnen ihre höchste Jahresförderung.
Am 30. November 1966 wurde das Bergwerk stillgelegt.